# Voorwaardelijke verwachting
In de kansrekening geeft de voorwaardelijke verwachting of conditionele verwachting van een stochastische variabele, gegeven een gebeurtenis, aan wat de verwachting van de variabele zal zijn, als we ons beperken tot de gegeven gebeurtenis.

## Voorbeeld
Het volgende eenvoudige voorbeeld maakt het begrip duidelijk.
De gemiddelde leeftijd in Nederland, de verwachte leeftijd, is vermoedelijk niet gelijk aan de gemiddelde leeftijd per provincie. De voorwaardelijke verwachting van de leeftijd voor (gegeven) een bepaalde provincie, is niets anders dan de gemiddelde leeftijd in die provincie. Zo kan voor elke provincie de voorwaardelijk verwachte leeftijd bepaald worden. Daarmee is de informatie in de verdeling van de leeftijd alvast gereduceerd tot de provincies. De gemiddelde leeftijd in heel Nederland kan nu bepaald worden als het gewogen gemiddelde van de gemiddelden voor de provincies.
In een formele beschrijving kunnen we de leeftijd met {\displaystyle X} aanduiden en de provincie met {\displaystyle Y}. De verdeling van de leeftijd in de provincie Zeeland wordt dan gegeven door de voorwaardelijke verdeling van {\displaystyle X}, gegeven {\displaystyle Y={\text{Zeeland}}}:
{\displaystyle P(X=x|Y={\text{Zeeland}})}
De gemiddelde (verwachte) leeftijd in Zeeland is de verwachtingswaarde van deze verdeling, die we de voorwaardelijke verwachting van de leeftijd {\displaystyle X}, gegeven {\displaystyle Y={\text{Zeeland}}}, noemen:
{\displaystyle E(X|Y={\text{Zeeland}})=\sum _{x}xP(X=x|Y={\text{Zeeland}})}
Voor elke provincie {\displaystyle y} kan zo de gemiddelde leeftijd bepaald worden:
{\displaystyle \operatorname {E} (X|Y=y)=\sum _{x}xP(X=x|Y=y)}
Duidelijk is dat deze voorwaardelijke verwachting een functie van {\displaystyle y}, de provincie, is. Als functie van de stochastische variabele {\displaystyle Y} opgevat, noteren we die als:
{\displaystyle \operatorname {E} (X|Y)}
en noemen die de voorwaardelijke verwachting van {\displaystyle X} gegeven {\displaystyle Y}.
Dit is als functie van {\displaystyle Y} weer een stochastische variabele. Het toeval bepaalt immers een willekeurige bewoner van Nederland, en daarmee de provincie waarin die woont en uiteindelijk de gemiddelde leeftijd in die provincie. Als de uitkomst {\displaystyle \omega } (een willekeurige Nederlander) is gevonden, neemt {\displaystyle Y} de waarde {\displaystyle Y(\omega )} (de provincie waarin {\displaystyle \omega } woont) aan en neemt de voorwaardelijke verwachting van {\displaystyle X} gegeven {\displaystyle Y} de waarde:
{\displaystyle \operatorname {E} (X|Y)(\omega )=\operatorname {E} (X|Y=Y(\omega ))}
aan, de gemiddelde leeftijd in de provincie {\displaystyle Y}.

## Definitie voor discrete stochastische variabelen
In het geval van een simultane verdeling van twee discrete stochastische variabelen {\displaystyle X} en {\displaystyle Y}, laat zich het begrip voorwaardelijke verwachting eenvoudig definiëren. De voorwaardelijke verwachting van {\displaystyle X} gegeven (de gebeurtenis) dat {\displaystyle Y} de waarde {\displaystyle y} aanneemt, genoteerd als:
{\displaystyle \operatorname {E} (X|Y=y)},
is dan niets anders dan de verwachtingswaarde van de voorwaardelijke verdeling van {\displaystyle Y} gegeven de gebeurtenis {\displaystyle Y=y}.
Door de beperking tot de mogelijkheden waarvoor {\displaystyle Y} de waarde {\displaystyle y} aanneemt, kan {\displaystyle X} niet meer alle waarden aannemen, en "verandert" z'n verdeling in de voorwaardelijke verdeling. Dit heet wel voorwaardelijke verdeling, maar het is een gewone kansverdeling, waarvan de verwachtingswaarde, mits die bestaat, afhangt van de waarde {\displaystyle y}. De voorwaardelijk verwachting, gegeven {\displaystyle Y=y} is dus een functie van {\displaystyle y}. Beschouwen we deze functie als functie van de stochastische variabele {\displaystyle Y}, dan wordt de voorwaardelijke verwachting een stochastische variabele, genoteerd als:
{\displaystyle \operatorname {E} (X|Y)},
die als {\displaystyle Y} de waarde {\displaystyle y} aanneemt zelf de waarde {\displaystyle \operatorname {E} (X|Y=y)} aanneemt. Anders gezegd: als {\displaystyle \omega } de uitkomst is, neemt {\displaystyle Y} de waarde {\displaystyle Y(\omega )} aan en {\displaystyle \operatorname {E} (X|Y)} de waarde {\displaystyle \operatorname {E} (X|Y=Y(\omega ))}.
In het inleidende voorbeeld is {\displaystyle X} de leeftijd van een Nederlander en {\displaystyle Y} de provincie waarin hij woont.

## Abstracte definitie
Zij {\displaystyle (\Omega ,{\mathcal {A}},P)} een  kansruimte, {\displaystyle X} een integreerbare stochastische variabele (een variabele waarvan de absolute waarde integreerbaar is ten opzichte van de maat {\displaystyle P}) en {\displaystyle {\mathcal {D}}\subset {A}} een deel-sigma-algebra die de informatie weergeeft waarover we beschikken.
Een stochastische variabele {\displaystyle Y} die meetbaar is ten opzichte van {\displaystyle {\mathcal {D}}} en met de eigenschap dat voor elke meetbare verzameling {\displaystyle D\in {\mathcal {D}}} geldt:
{\displaystyle \operatorname {E} (X\cdot 1_{D})=E(Y\cdot 1_{D})},
heet voorwaardelijke verwachting van {\displaystyle X} ten opzichte van {\displaystyle {\mathcal {D}}}.  
Hierbij is {\displaystyle \operatorname {E} } de gewone verwachting (Lebesgue-integraal) en {\displaystyle 1_{D}} de indicatorfunctie van {\displaystyle D}.
Omdat een voorwaardelijke verwachting op een nulverzameling na, uniek bepaald is, noteert men voor de (equivalentieklasse van de) voorwaardelijke verwachting meestal:
{\displaystyle \operatorname {E} (X|{\mathcal {D}})} of ook wel {\displaystyle \operatorname {E} [X|{\mathcal {D}}]}.

### Verantwoording
De variabele {\displaystyle Y} is uniek bepaald op een nulverzameling na (bijna overal). Dat er altijd een dergelijke variabele bestaat, kan als volgt worden aangetoond. De afbeeldingen
{\displaystyle f^{+}:{\mathcal {D}}\to \mathbb {R} :D\mapsto \operatorname {E} [(X\vee 0)\cdot 1_{D}]}
{\displaystyle f^{-}:{\mathcal {D}}\to \mathbb {R} :D\mapsto -\operatorname {E} [(X\wedge 0)\cdot 1_{D}]}
zijn maten op de meetbare ruimte {\displaystyle (\Omega ,{\mathcal {D}})} die absoluut continu zijn ten opzichte van de restrictie van {\displaystyle P} tot {\displaystyle {\mathcal {D}}}. Wegens de stelling van Radon-Nikodym bestaan er dan dichtheden {\displaystyle Y^{+}} en {\displaystyle Y^{-}} met de eigenschap dat voor elke meetbare verzameling {\displaystyle D\in {\mathcal {D}}} geldt:
{\displaystyle f^{+}(D)=\int _{D}Y^{+}\,\mathrm {d} P(\omega )}
{\displaystyle f^{-}(D)=\int _{D}Y^{-}\,\mathrm {d} P(\omega )}
Het verschil {\displaystyle Y=Y^{+}-Y^{-}} levert de gewenste variabele.

## Verband met voorwaardelijke kans
De voorwaardelijke verwachting van een stochastische variabele is een veralgemening van het begrip voorwaardelijke kans. Zij {\displaystyle A} en {\displaystyle B} twee gebeurtenissen in een kansruimte, en noem
{\displaystyle Y=P(A|B)\cdot 1_{B}+P(A|B^{c})\cdot 1_{B^{c}}}
Dan is {\displaystyle Y} een "stochastische variabele" die meetbaar is ten opzichte van
{\displaystyle \sigma (\{B\})=\{\emptyset ,B,B^{c},\Omega \}},
de sigma-algebra voortgebracht door de gebeurtenis {\displaystyle B}. Deze stochastische variabele is meteen de voorwaardelijke verwachting van de stochastische variabele {\displaystyle 1_{A}} ten opzichte van {\displaystyle \sigma (\{B\})}.

## Verwachting ten opzichte van een andere variabele
Als {\displaystyle X} en {\displaystyle Y} twee stochastische variabelen zijn, noemen we voorwaardelijke verwachting van {\displaystyle X} ten opzichte van {\displaystyle Y}, de voorwaardelijke verwachting van {\displaystyle X} ten opzichte van de sigma-algebra voortgebracht door {\displaystyle Y}:
{\displaystyle \operatorname {E} (X|Y)=\operatorname {E} (X|\sigma (Y))}

## Elementaire eigenschappen
1. De voorwaardelijke verwachting is integreerbaar, en haar verwachting is gelijk aan de verwachting van de oorspronkelijke variabele: {\displaystyle \operatorname {E} (\operatorname {E} (X|{\mathcal {D}}))=\operatorname {E} (X)}
2. Als {\displaystyle X} zelf al meetbaar is ten opzichte van {\displaystyle {\mathcal {D}}}, is ze (bijna overal) gelijk aan haar eigen voorwaardelijke verwachting.
3. Als {\displaystyle {\mathcal {C}}\subset {\mathcal {D}}\subset {\mathcal {A}}} een stijgende keten van deelstammen is, dan is de voorwaardelijke verwachting transitief: {\displaystyle \operatorname {E} (\operatorname {E} (X|{\mathcal {D}})|{\mathcal {C}})=\operatorname {E} (X|{\mathcal {C}})}

## Onafhankelijkheid
De stochastische variabele {\displaystyle X} is onafhankelijk van de sigma-algebra {\displaystyle {\mathcal {D}}} als haar voorwaardelijke verwachting bijna overal gelijk is aan een constante.
In het bijzonder is {\displaystyle X} onafhankelijk van een andere stochastische variabele {\displaystyle Y} als {\displaystyle \operatorname {E} (X|Y)} constant is. Deze eigenschap blijkt symmetrisch te zijn in {\displaystyle X} en {\displaystyle Y}, en we zeggen dan ook simpelweg dat {\displaystyle X} en {\displaystyle Y} (onderling) onafhankelijk zijn.
Algemener heet een familie stochastische variabelen {\displaystyle \{X_{i}|i\in I\}}
onderling onafhankelijk als ieder lid van de familie onafhankelijk is van de sigma-algebra voortgebracht door alle andere leden.
Het onafhankelijkheidsbegrip van gebeurtenissen {\displaystyle A} en {\displaystyle B} komt overeen met de onafhankelijkheid van hun indicatorfuncties {\displaystyle 1_{A}} en {\displaystyle 1_{B}}, opgevat als stochastische variabelen.